# Carsten Linke
Carsten Linke (* 19. September 1965 in Bad Zwischenahn) ist ein ehemaliger deutscher Fußballspieler und heutiger Funktionär.
Linke spielte während der 1990er Jahre in der 2. Bundesliga bei den Vereinen VfB Oldenburg und FC 08 Homburg. Nach dem Abstieg der Homburger in die Regionalliga West/Südwest wechselte er 1995 zum 1. FC Saarbrücken, der ebenfalls – durch Lizenzentzug – abgestiegen war. Bereits nach einem halben Jahr wechselte er im Winter zu Hannover 96 in die 2. Bundesliga, wo er zu einer Identifikationsfigur aufstieg. 1998 gelang ihm mit der Mannschaft nach dem vormaligen Abstieg (1996) der Aufstieg aus der Regionalliga in die 2. Bundesliga und 2002 in die 1. Bundesliga. Dort bestritt er im Alter von 36 Jahren sein erstes Bundesligaspiel. Während seiner aktiven Zeit, in der er 215 Spiele für die Roten bestritt, war Linke Publikumsliebling der Hannoveraner. Er wird auch heute noch von den Fans Fußballgott genannt.
Insgesamt absolvierte Carsten Linke in der Zweiten Liga 313 Spiele, in denen ihm 47 Tore gelangen. In der Bundesliga brachte er es in der letzten Saison seiner Profilaufbahn auf 15 Spiele und ein Tor.
Nach seinem Karriereende wurde er 2003 Manager-Assistent des Vereins, später Sportmanager. Am 30. März 2007 wurde die Zusammenarbeit zwischen Hannover 96 und Carsten Linke vorzeitig beendet, da sich sein Aufgabenfeld mit dem des neuen 96-Sportdirektors Christian Hochstätter überschnitt.
Ab dem 21. Februar 2008 bekleidete Linke das Amt des Sportdirektors beim FC Carl Zeiss Jena. Am 23. März 2009 wurde er von seinen Aufgaben als Sportdirektor entbunden, bis zum Ende seines Vertrags im Juni 2009 arbeitete er noch als Geschäftsführer der FC Carl Zeiss Jena Spielbetriebs GmbH.
Bei der Mitgliederversammlung am 23. März 2019 wurde Linke in den Aufsichtsrat von Hannover 96 gewählt.